# Marko Kahanez

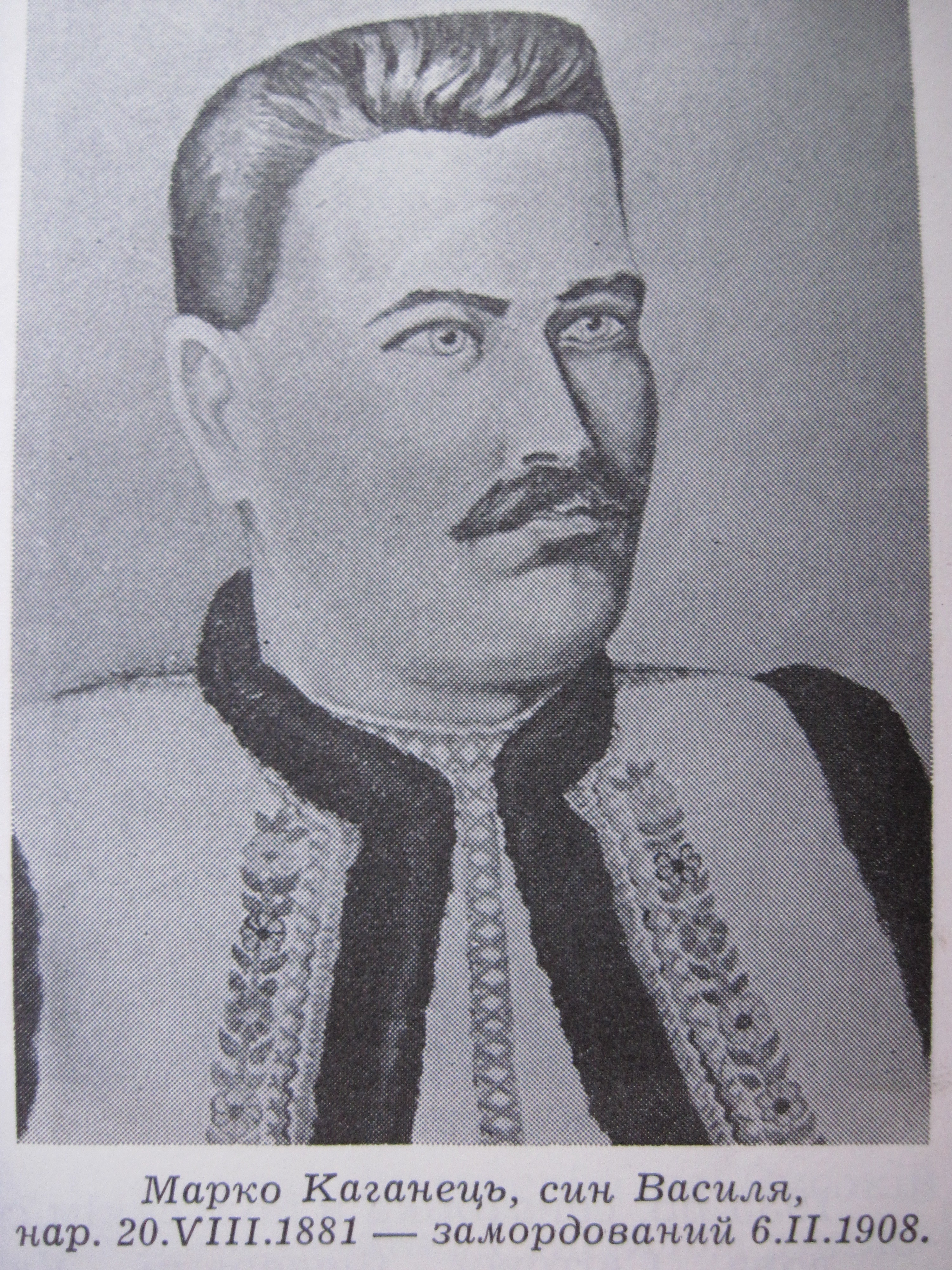
Marko Kahanez

Marko Wassyljowytsch Kahanez (ukrainisch Марко Васильович Каганець, * 12. Januar 1881 in Koropez, Galizien, Österreich-Ungarn; † 6. Februar 1908 ebenda) war ein ukrainischer Politiker.

## Biografie
Mit 18 Jahren trat er der österreichischen Armee bei und lernte Deutsch. 1905 initiierte er zusammen mit Gleichgesinnten die Gründung eines Lesesaals der Proswita und einer Zweigstelle des Kreditgenossenschaftsverbandes. Außerdem wurde er wiederholt Mitglied in regionalen öffentlichen Organisationen und Volksversammlungen in Lwiw. Er sammelte Unterstützung beim einfachen Volk, indem er Bauern half und sie beschützte. Außerdem setzte er sich für die Gleichberechtigung der ukrainischen Sprache und Kultur ein.
Während der Vorbereitungen für die Reichsratswahl 1907 nominierte ihn die ukrainische Gemeinde als Mitglied der Ukrainischen Nationaldemokratischen Partei zum Abgeordneten in Wien. Zur gleichen Zeit versuchte Graf Stanislaw Badeni ebenfalls Abgeordneter im Parlament zu werden. Als er erkannte, dass er von der ukrainischen Gemeinschaft keine Unterstützung erhalten würde, versuchte er Kahanez davon abzubringen, für ein Amt zu kandidieren. Er bot ihm eine große Menge Land an. Kahanez lehnte dies ab. Er sagte seiner Ehefrau, dass er mit dem gespendeten Geld lieber einen Schnürsenkel kaufen und sich erhängen würde, als die Gemeinschaft zu verraten. Bald darauf erhielt er auch zwei Briefe des Statthalters von Galizien, Graf Andrzej Kazimierz Potocki, in denen er ihn aufforderte, nicht an den Wahlen teilzunehmen.
Während einer Wahlkampagne am 6. Februar 1908 zwangen die örtlichen Behörden Kahanez auf der Polizeistation zu erscheinen. In der Nähe des Polizeireviers warteten drei Gendarmen auf ihn, die auf ihn zustürmten und ihm mit Bajonetten die Brust durchbohrten. Die Tötung war öffentlich. Sie fand vor den Augen seiner Ehefrau statt.

## Nachwirkung
Die Beerdigung von Kahanez wurde von 18.000 Personen, darunter mindestens zwei Abgeordneten des Reichsrats, besucht und wurde zu einer politischen Kundgebung. Myroslaw Sitschynskyj nahm die Tötung von Kahanez als ein Motiv für das Attentat auf Andrzej Potocki zwei Monate später. Schriftsteller wie Iwan Franko und Hnat Chotkewytsch haben Werke über Kahanez verfasst. Von 1908 bis 1939 läuteten am 6. Februar in allen Bezirkskirchen Glocken zum Gedenken an den Tod von Kahanez.
In Koropez wurde ein Denkmal für Kahanez errichtet und eine Schule und eine zentrale Straße ist nach ihm benannt. Das Grab von Kahanez in Koropez gehört zu den Denkmälern der Geschichte der Ukraine.